# Air America (film)
Air America is een Amerikaanse actie-komedie uit 1990 onder regie van Roger Spottiswoode. De film werd genomineerd voor een Political Film Society Award.

## Verhaal
Gene Ryack (Mel Gibson) en Billy Covington (Robert Downey jr.) zijn piloten van de CIA-maatschappij Air America, die tijdens de Vietnamoorlog zonder het te weten wapens en drugs smokkelen naar Laos. Daarmee financiert de CIA de oorlog.

## Rolverdeling
| Acteur               | Personage         |
| -------------------- | ----------------- |
| Mel Gibson           | Gene Ryack        |
| Robert Downey jr.    | Billy Covington   |
| Nancy Travis         | Corinne Landreaux |
| Ken Jenkins          | Donald Lemond     |
| David Marshall Grant | Rob Diehl         |
| Lane Smith           | Senator Davenport |
| Art LaFleur          | Jack Neely        |
| Ned Eisenberg        | Nick Pirelli      |
| Marshall Bell        | Q.V.              |
| David Bowe           | Saunders          |